# Dobrodo
Dobrodo (en serbe cyrillique : Добродо) est un village de Serbie situé sur le territoire de la Ville d'Užice, district de Zlatibor. Au recensement de 2011, il comptait 231 habitants.
Le Partisan communiste Miodrag Milovanović Lune (1921-1944), héros national de la Yougoslavie, est né à Dobrodo.

## Démographie

### Évolution historique de la population
| 1948 | 1953 | 1961 | 1971 | 1981 | 1991 | 2002 | 2011 |
| ---- | ---- | ---- | ---- | ---- | ---- | ---- | ---- |
| 518  | 482  | 471  | 431  | 360  | 320  | 275  | 231  |

|  |